# Kilsländfluga
Kilsländfluga (Sphaerophoria abbreviata) är en tvåvingeart som beskrevs av Zetterstedt 1849. Kilsländfluga ingår i släktet sländblomflugor, och familjen blomflugor. Arten är reproducerande i Sverige. Inga underarter finns listade i Catalogue of Life.